# Vällingby (tunnelbanestation)
Station Vällingby trafikeras av Tunnelbana 1 (Gröna linjen) och ligger mellan stationerna Råcksta och Johannelund. Stationen ligger delvis under Vällingby centrum vid Kirunaplan/Kirunagatan. Genom utbyggnader av centrumanläggningen har stationen under årens lopp blivit alltmer underjordisk. Avståndet från stationen Slussen är 16 kilometer.
En provisorisk station öppnades den 26 oktober 1952 i samband med att tunnelbanelinjen från Hötorget till Vällingby invigdes. Den låg då 500 meter österut vid Multrågatan, där vagnhallen, byggd samma år, ligger. Den permanenta stationen togs i bruk den 6 april 1954, när Vällingby centrum stod klart. Stationen ritades av AOS Arkitekter Den har två plattformar, en för tåg västerut och en för tåg österut. Mellan de två plattformarna finns ett vändspår.
Stationen fick konstnärlig utsmyckning av Casimir Djuric 1983 bestående av fyrkantiga urbana betongträd på plattformarna.

## Galleri

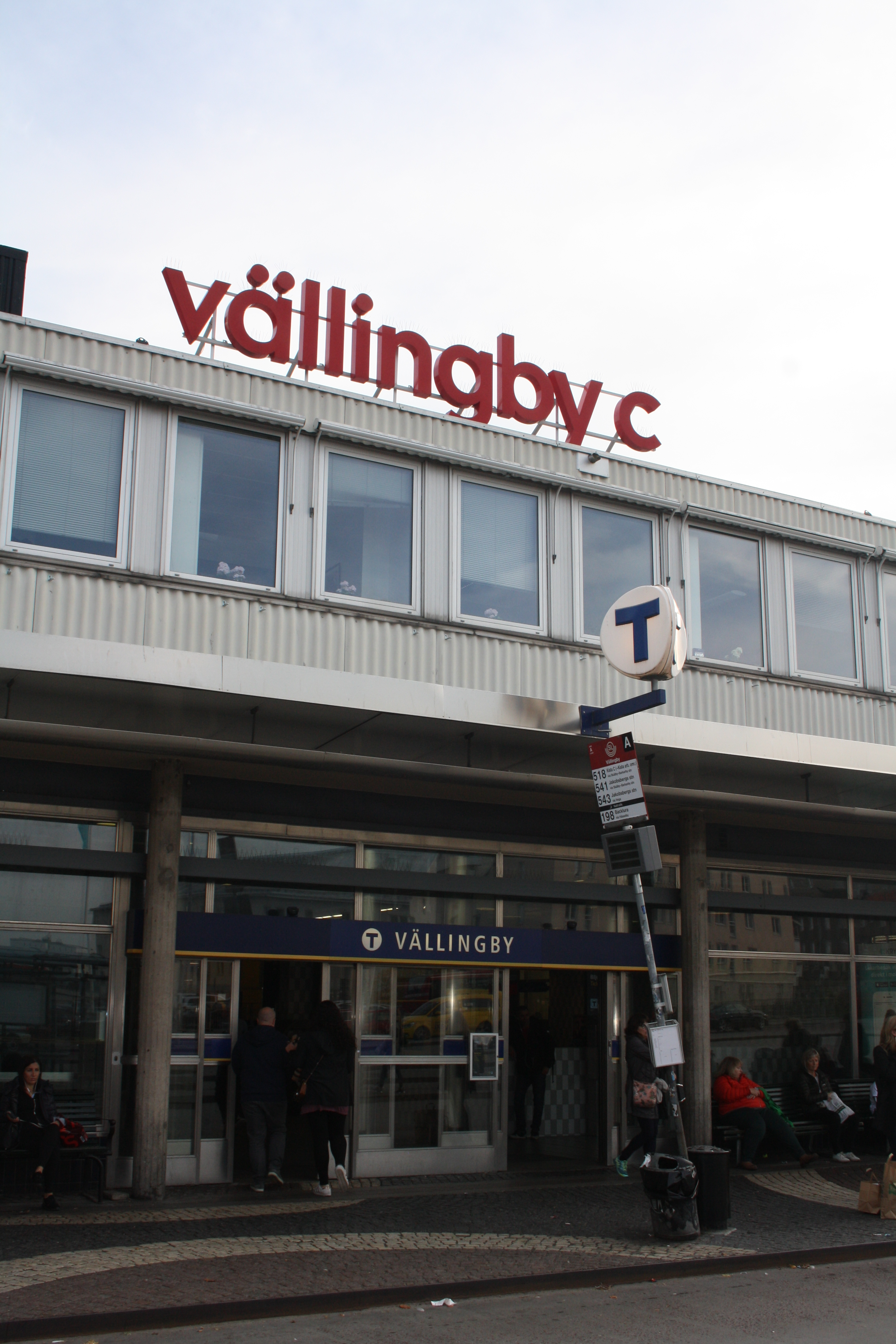
Ingång från busstorget
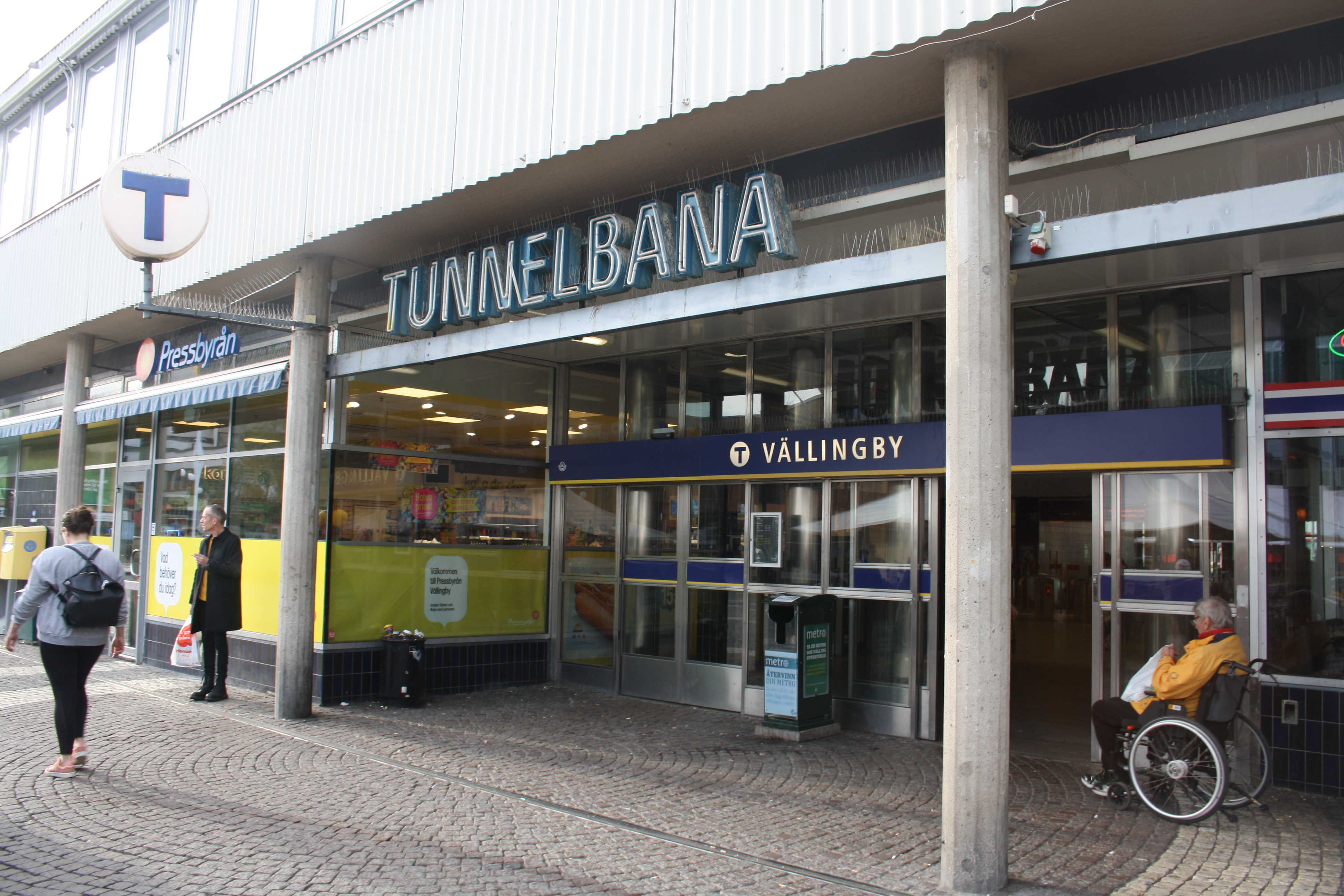
Ingång från centrum
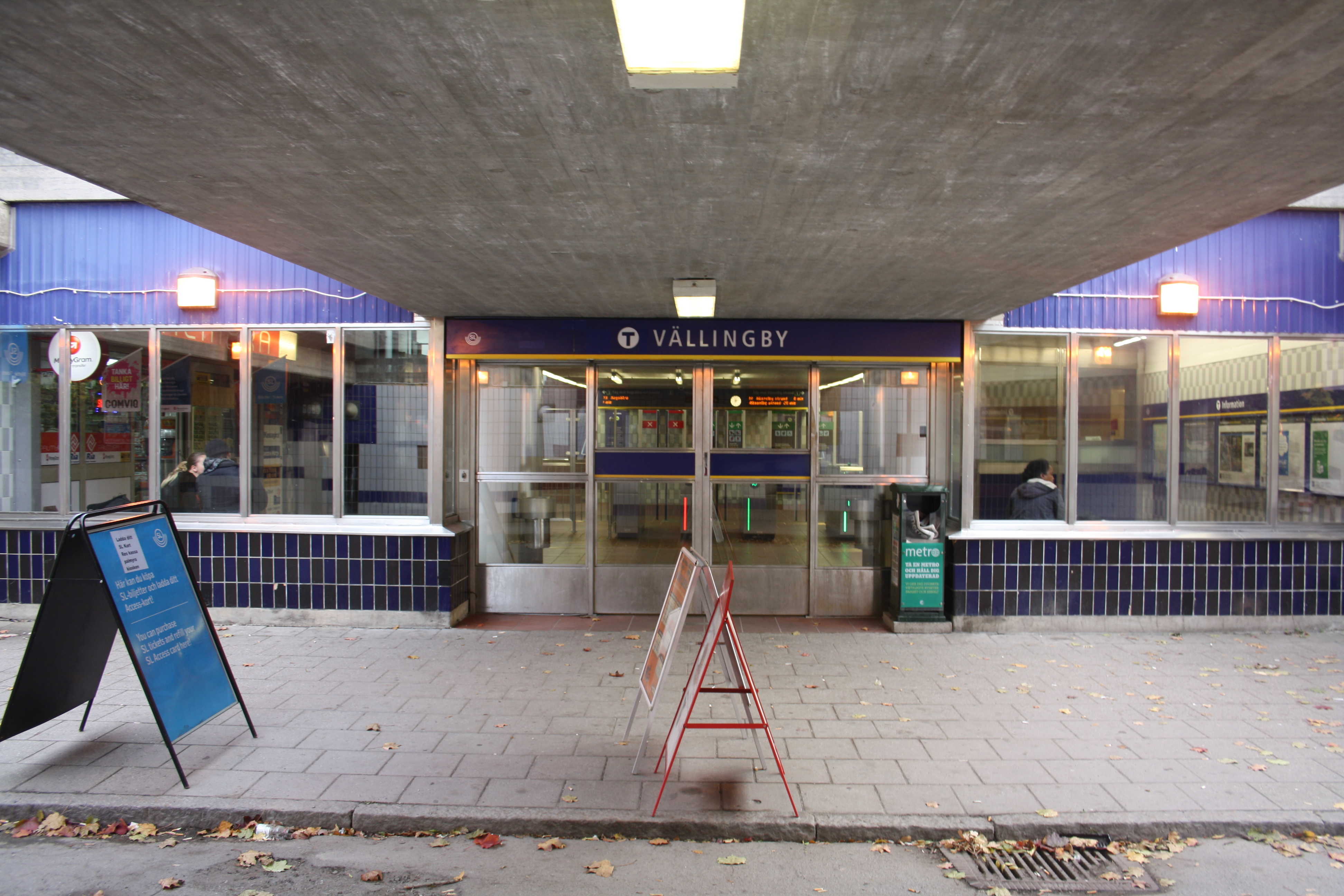
Ingång
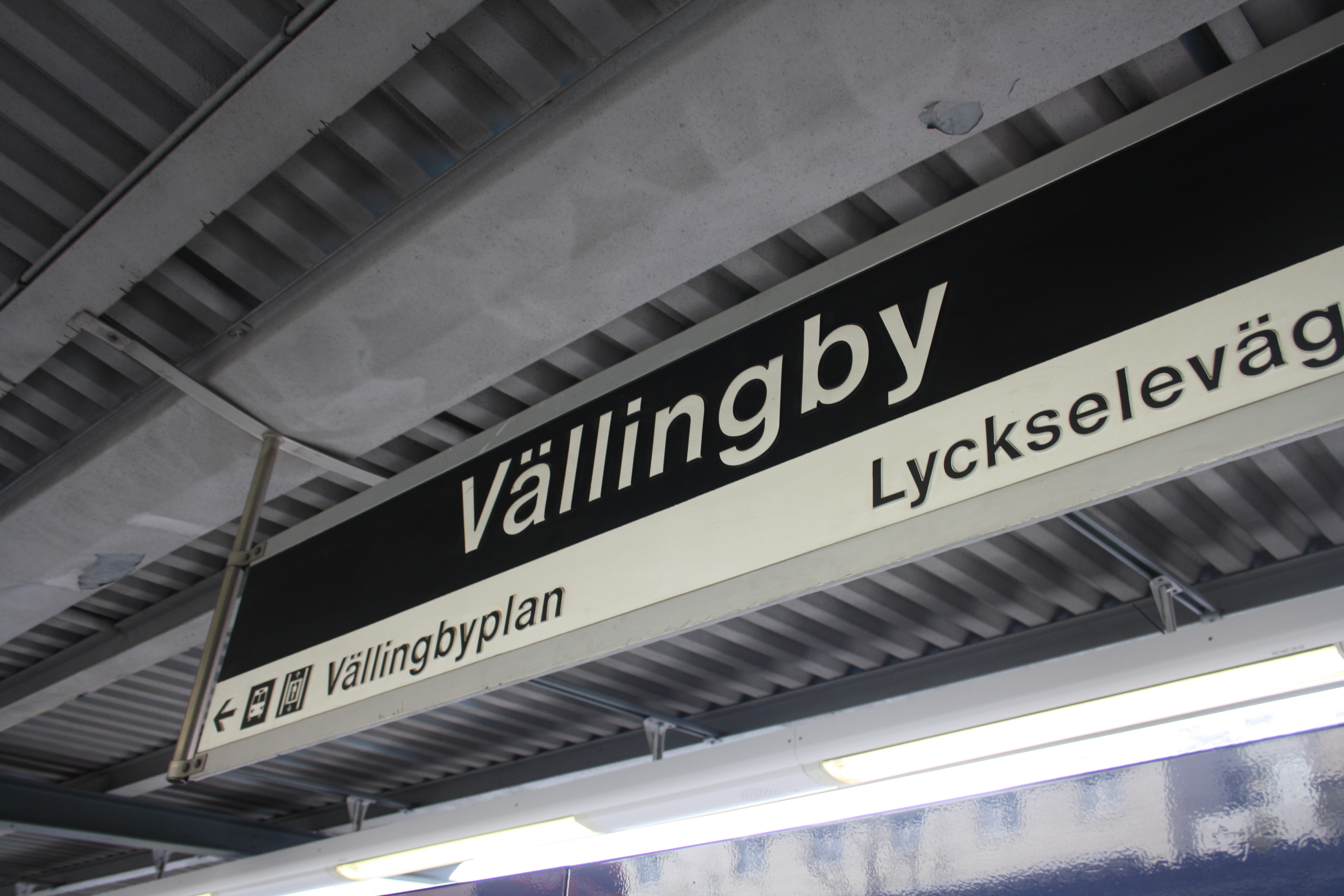
Stationsskylt
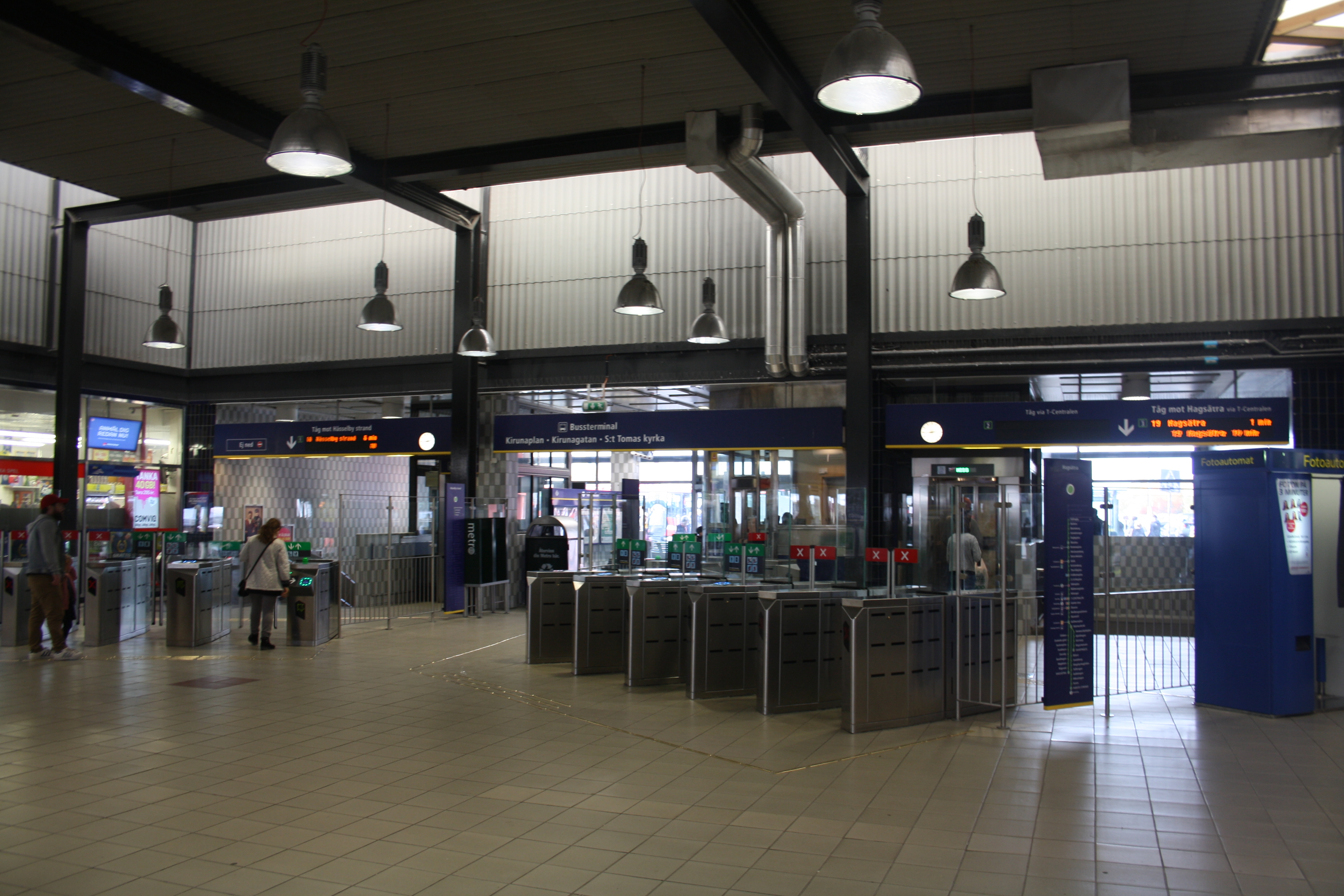
Biljetthallen
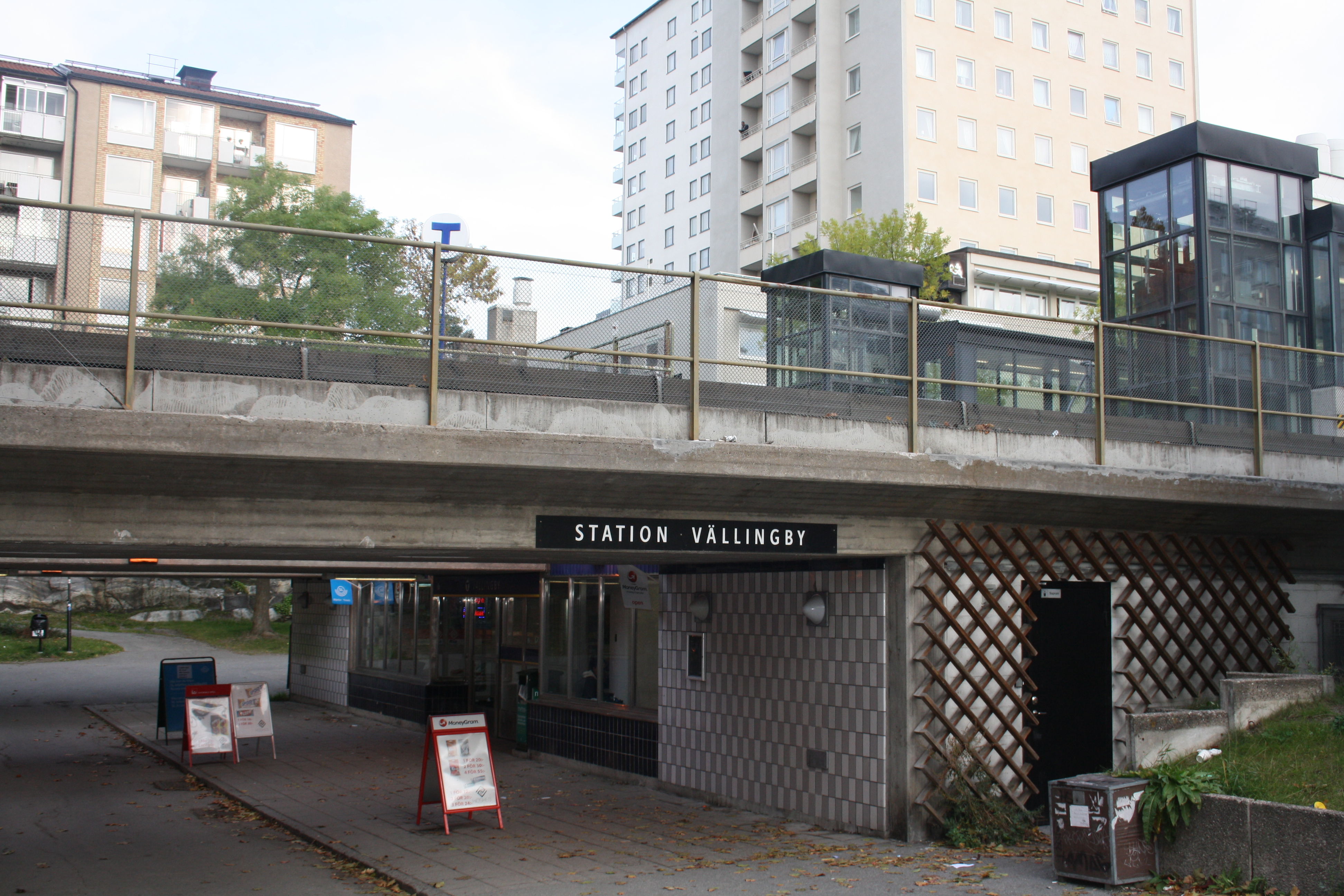
Ingång